# Horodło (gmina)
Pour les articles homonymes, voir Horodło.
Horodło est une gmina rurale (gmina wiejska) du powiat de Hrubieszów, dans la Voïvodie de Lublin, dans l'est de la Pologne, à la frontière avec l'Ukraine.
Son siège administratif (chef-lieu) est le village de Horodło, qui se situe environ 13 kilomètres au nord-est de Hrubieszów (siège du powiat) et 111 kilomètres à l'est de la capitale régionale Lublin (capitale de la voïvodie).
La gmina couvre une superficie de 130,27 km2 pour une population de 5 689 habitants en 2006.

## Histoire
De 1975 à 1998, la gmina est attachée administrativement à la voïvodie de Zamość.

Depuis 1999, elle fait partie de la voïvodie de Lublin.

## Géographie
La gmina inclut les villages et localités de :

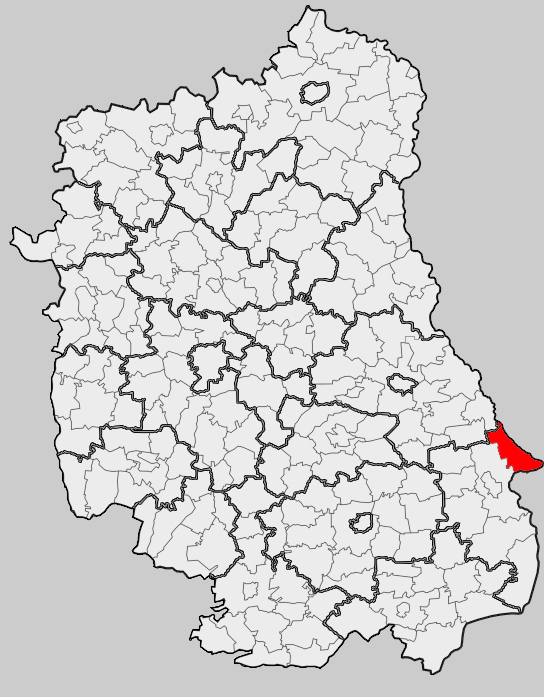
Position de la gmina dans la voïvodie

- Bereżnica
- Cegielnia
- Ciołki
- Horodło
- Hrebenne
- Janki
- Kobło-Kolonia
- Kopyłów
- Liski
- Łuszków
- Matcze
- Poraj
- Rogalin
- Zosin

### Gminy voisines
La gmina de Horodło est voisine des gminy suivantes :
- Białopole
- Dubienka
- Hrubieszów

Elle est également frontalière de l'Ukraine

## Structure du terrain
D'après les données de 2002, la superficie de la commune de Horodło est de 130,27 kilomètres carrés, répartis comme telle :
- terres agricoles : 71%
- forêts : 21%

La commune représente 10,26% de la superficie du powiat.

## Démographie
Données du 30 juin 2004:
| Description        | Total  | Total | Femmes | Femmes | Hommes | Hommes |
| ------------------ | ------ | ----- | ------ | ------ | ------ | ------ |
| Unité              | Nombre | %     | Nombre | %      | Nombre | %      |
| Population         | 5 762  | 100   | 2 924  | 50,7   | 2 838  | 49,3   |
| Densité (hab./km²) | 44,2   | 44,2  | 22,4   | 22,4   | 21,8   | 21,8   |